# A1-es autópálya (Franciaország)
Az A1-es autópálya (franciául: Autoroute A1, beceneve: Autoroute du Nord) egy 211 km hosszúságú autópálya Franciaországban Párizs és Lille között, amely érinti a fővárost, Párizst, Seine-Saint-Denist, Val-d’Oiset, Oiset, Sommet, Pas-de-Calaist és Nord megyéket. Építését 1954-ban kezdték.
Fenntartója a DIR Île-de-France, a Société des Autoroutes du Nord et de l'Est de la France és a DIR Nord.

## Csomópontok
Az A1-es autópálya az alábbi autópályákkal áll kapcsolatban (zárójelben a közigazgatási egység):
- boulevard périphérique de Paris (Párizs)
- A86-os autópálya (La Courneuve)
- A3-as autópálya (Aulnay-sous-Bois)
- A104-es autópálya (Gonesse)
- A29-es autópálya (Ablaincourt-Pressoir)
- A2-es autópálya (Combles)
- A26-os autópálya (Rœux)
- A21-es autópálya (Dourges)
- A22-es autópálya (Ronchin)
- A25-ös autópálya (Lille)
- A1a autoroute (Ronchin)